# ألاقايليق
ألاقايليق هي بلدة في مقاطعة كتاب في ولاية قشقداريا في أوزبكستان.